# 開放式經濟
開放式經濟，在經濟學意指在經濟體中除自我內部的交易外，尚可與其他的經濟體進行交易的經濟體，與之相對的則是封閉式經濟，兩者皆屬於是經濟學中定義經濟體行為的概念。開放式經濟的概念並非單獨生成，是由封閉式經濟的相對而產生，早先在發展經濟學理論時，多數是處於默於封閉式經濟體下的分析，沒有開放式與封閉式之分。然而在談及兩個經濟體的交易與因交易產生交互影響時，開放與封閉所產生的經濟效果差異甚巨，因此才有了區別封閉與開放的概念認知。
在總體經濟學，開放式經濟意指一個國家，除了於內部的家戶部門、廠商部門、政府部門、要素市場、商品市場間的交易外，可以與外國進行財貨、勞務、金融等等項目的交易，目前世界各國多為開放式經濟體，鮮有完全鎖國而成為封閉式經濟體的國家。

## 應用
開放式經濟體有大國與小國的區分

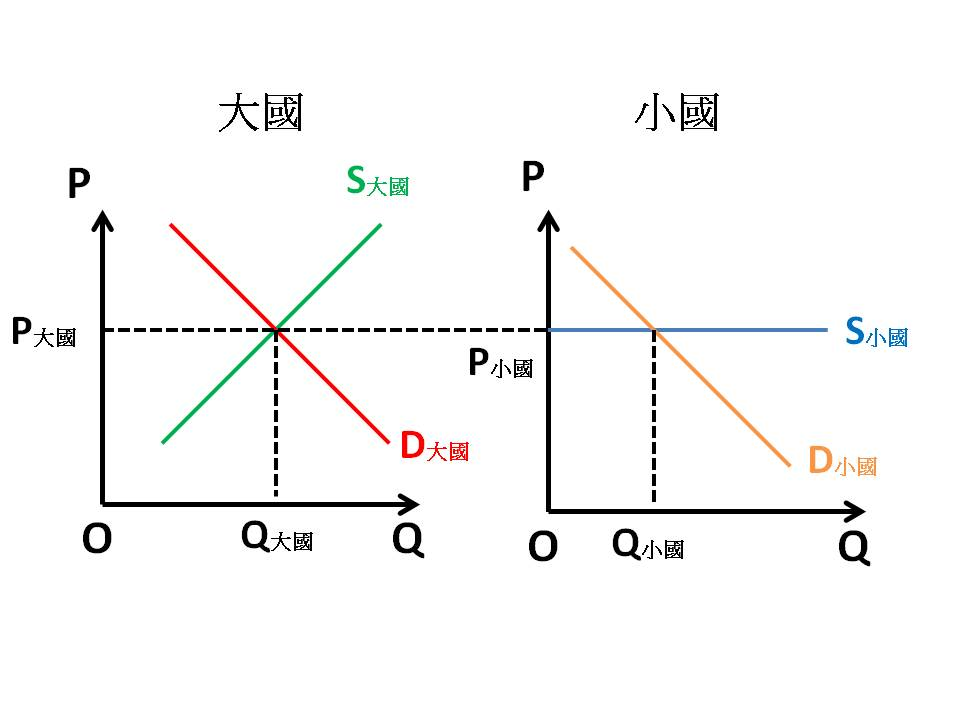
大國與小國間的交易關係

- 在商品市場的供需上，大國由於掌握了多數的交易，成為世界交易價格的決定者，而小國則失去議價能力成為交易價格的接受者。

- 在利率上，大國則掌握了大部分的資本，成為了世界利率的決定者，而小國則失去對於資本的利率控制，成為世界利率的接受者。(經濟學中，利率可以看成是資本的使用價格。)